# Didaktik

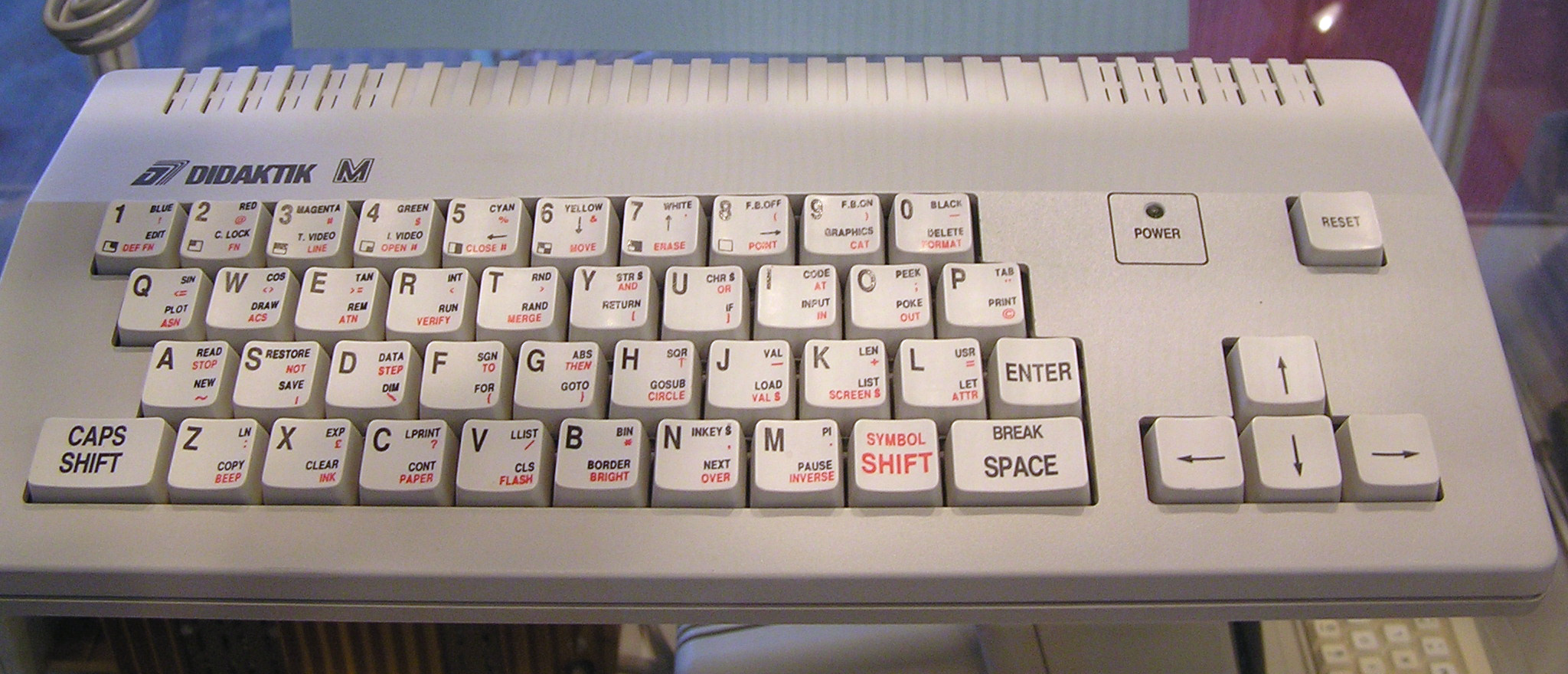
Il Didaktik M

Il marchio Didaktik identifica una serie di home computer a 8 bit prodotti nell'ex Cecoslovacchia da Didaktik Skalica Co. tra la fine degli anni ottanta e i primi anni novanta. I computer erano per lo più cloni del Sinclair ZX Spectrum.

## Didaktik Alfa
Il Didaktik Alfa fu prodotto nel 1986 come clone del PMD 85. Integrava una CPU Intel 8080 a 2,048 MHz, 48 KB di RAM, 8 KB di ROM contenente un interprete BASIC, una tastiera (di qualità superiore a quella del PMD 85) ed un'uscita video composito (ma non un'uscita TV) che forniva un'immagine a 288×256 pixel a 4 colori. A parte qualche modifica nel firmware contenuto nella ROM, il computer era compatibile quasi al 100% con il PMD 85. Il Didaktik Alfa 1 era un clone del PMD 85-1, il Didaktik Alfa 2 del PMD 85-2.

## Didaktik Beta
Il Didaktik Beta manteneva lo stesso hardware dell'Alfa migliorandone alcuni dettagli.

## Didaktik Gama

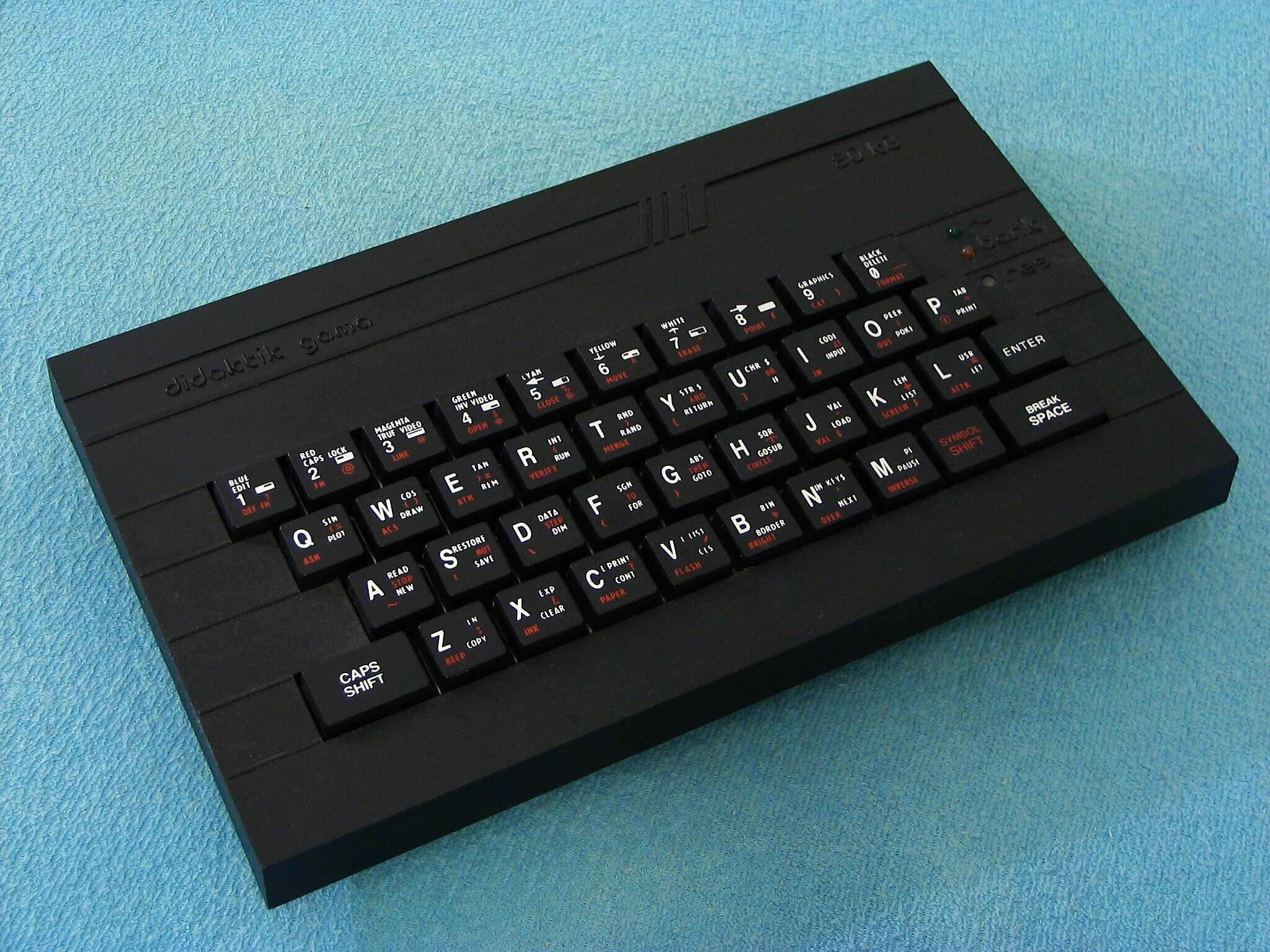
Il Didaktik Gama

Il Didaktik Gama fu il primo clone dello ZX Spectrum con una particolarità: integrava 80 KB di RAM (quando lo Z80 non ne poteva gestire più di 64 KB), composta da 2 banchi da 32 KB ciascuno e da 16 KB di RAM più lenta, destinata a contenere l'immagine dello schermo. Per poter indirizzare tutta la memoria, veniva utilizzata la tecnica del bank switching per alternare i 2 banchi da 32 KB. La ROM era di 16 KB. L'aspetto del computer era molto spartano: un contenitore di plastica grigia o nera delle dimensioni di un foglio di carta A5, con una tastiera con tasti piatti ed i connettori posizionati nella parte posteriore. Come memoria di massa veniva usato un registratore a cassette, il segnale video usciva da una presa RF collegabile ad un comune televisore.
Quasi tutti i giochi per lo ZX Spectrum 48K giravano senza problemi anche su questo computer. Ed a causa dei giochi si creò un vero e proprio mercato nero per la loro importazione clandestina nel Paese, dato che per via della cortina di ferro i giochi occidentali non erano ufficialmente importati.
Il computer fu prodotto in 3 versioni: la prima, denominata Gama '87 (1987), correggeva alcuni bug presenti nella ROM originale dello ZX Spectrum, alterando così la compatibilità con alcuni giochi, ma ne introduceva anche di nuovi, primo fra tutti quello che impediva l'utilizzo sotto al BASIC del secondo banco da 32 KB di RAM. Il successivo Gama '88 (1988) sistemava i bug della ROM dello ZX Spectrum, in un modo che facesse risultare il computer più compatibile con l'originale, e quelli che impedivano l'uso di tutta la memoria. L'ultimo modello fu il Gama '89 (1989), che correggeva ulteriori bug. La produzione del Gama cessò nel 1992

## Didaktik M

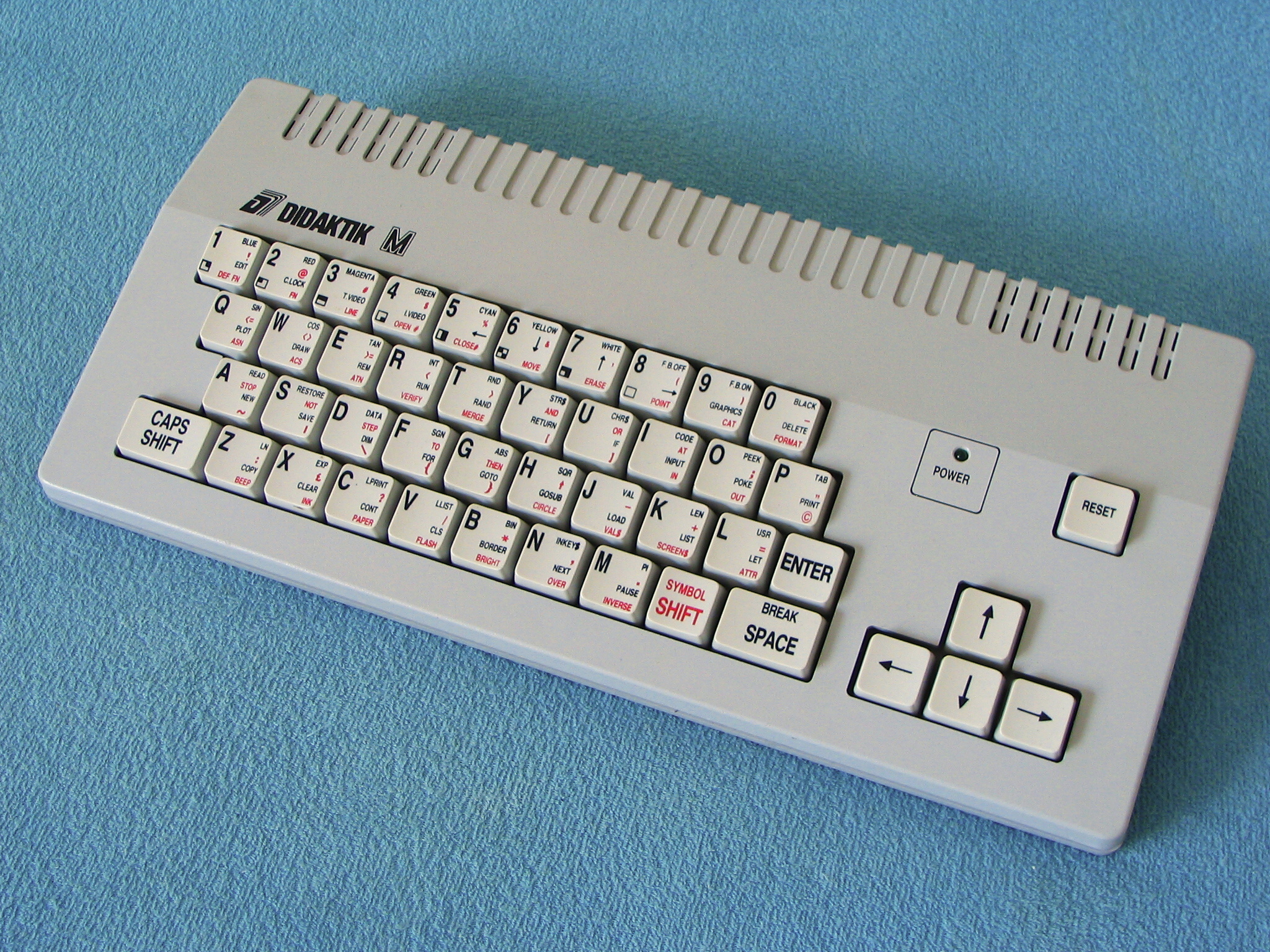
Il Didaktik M

Il modello successivo al Gama fu il Didaktik M, presentato in 2 versioni: Didaktik M '90 (1990) e Didaktik M '91 (1991). Rispetto al precedente modello, aveva un aspetto molto più professionale, con i tasti cursore separati dal resto e con un disegno del case più ergonomico. Il computer stranamente integrava 64 KB di RAM ma solo 48 KB erano utilizzabili. La ROM era di 32 KB: 16 KB contenevano l'interprete BASIC, gli altri 16 KB il sistema operativo MDOS. A livello di circuiteria, Didaktik optò per un l'uso del chipset T34, di origine russa, che clonava i chip dello ZX81, compreso lo Z80A. Come effetto secondario di questa scelta l'immagine non aveva il classico rapporto 4:3 ma era invece quadrata.
Il Didaktik M offriva un pulsante di reset, 2 connettori joystick, 1 connettore per schede di espansione ed una porta parallela. A differenza dei connettori del Gama, quelli di questo computer non erano in formato standard né compatibili con eventuale hardware reperibile in Cecoslovacchia (essendo i componenti di provenienza russa, anche i connettori avevano lo stesso "difetto"). Ciò costrinse gli utenti a costruirsi in casa le periferiche di cui necessitavano.
L'uscita video era, come nel caso del Gama, collegabile ad un comune televisore mentre la registrazione dei dati avveniva sempre su cassetta. Solo nel 1992 furono resi disponibili un paio di unità dischi per ampliare le capacità di salvataggio/lettura dei programmi. La prima unità si chiamava D40 ed era destinata ai dischi da 5"¼: aveva un pulsante che permetteva di riversare su disco l'intero contenuto della memoria. Era possibile in seguito caricare questa immagine della memoria e continuare a lavorare od a giocare dal punto esatto in cui si era creata l'immagine. La seconda, denominata D80, operava con i floppy da 3"½ e 840 KB di capacità: fu introdotta verso la fine del 1992, contemporaneamente alla presentazione dell'erede del modello M.

## Didaktik Kompakt
Il Didaktik Kompakt, uscito alla fine del 1992, era in pratica un Didaktik M con un'unità dischi da 3"½ integrata. Sia il Didaktik M che il Kompakt erano famosi per la loro semplicità, per cui molti utenti appassionati di elettronica si dilettarono a realizzare per proprio conto diversi componenti aggiuntivi per la macchina, come controller per unità dischi, convertitori analogico/digitali, programmi ed altro.
Didaktik cessò di produrre i propri computer nel 1994 sia per il crollo dei prezzi dei computer a 16 bit quali l'Atari ST e l'Amiga sia per il successivo avvento dell'era dei personal computer.